# Dactylopodola mesotyphle
Dactylopodola mesotyphle is een buikharige uit de familie Dactylopodolidae. Het dier komt uit het geslacht Dactylopodola. Dactylopodola mesotyphle werd in 1998 voor het eerst wetenschappelijk beschreven door Hummon, Todaro, Tongiorgi & Balsamo. 